# لو کلاسیک
لو کلاسیک (تلفظ در فرانسوی: [lə klasik]) رقابت بین باشگاه‌های فوتبال حرفه‌ای فرانسه پاری سن ژرمن (PSG) و المپیک مارسی (OM) است. این دو تیم، موفق‌ترین باشگاه‌های فوتبال فرانسه و تنها تیم‌های فرانسوی هستند که جام‌های بزرگ اروپایی را کسب کرده‌اند؛ بنابراین، این مسابقه بزرگ‌ترین رقابت در فرانسه است.